# Николаевка (Волгоградская область)
Николаевка — хутор в Еланском районе Волгоградской области России. Входит в состав Большевистского сельского поселения.

## История
В «Алфавитном списке населённых мест Области Войска Донского» населённый пункт упомянут как посёлок Николаевский Тростянской волости Хопёрского округа при реке Бузулук, расположенный в 135 верстах от окружной станицы Урюпинской. В Николаевском имелось 38 дворов и проживало 279 человек (135 мужчин и 144 женщины). Функционировала школа.

В 1928 году хутор Николаевский был включён в состав Даниловского района Камышинского округа (упразднён в 1930 году) Нижне-Волжского края (с 1934 года — Сталинградского края, с 1936 года — Сталинградской области). Являлась административным центром Николаевского сельсовета. В период с 1935 по 1963 годы Николаевский сельсовет находился в подчинении Вязовского района. По состоянию на 1964 год Николаевка входила в состав Большевистского сельсовета Еланского района.

## География
Хутор находится в северной части Волгоградской области, в пределах Хопёрско-Бузулукской равнины, на левом берегу реки Бузулук, на расстоянии примерно 27 километров (по прямой) к юго-юго-западу (SSW) от посёлка городского типа Елань, административного центра района. Абсолютная высота — 116 метров над уровнем моря.
Часовой пояс
Хутор Николаевка, как и вся Волгоградская область, находится в часовой зоне МСК (московское время). Смещение применяемого времени относительно UTC составляет +3:00.

## Население
| 2010 |
| ---- |
| 220  |

Гендерный состав
По данным Всероссийской переписи населения 2010 года в гендерной структуре населения мужчины составляли 45,9 %, женщины — соответственно 54,1 %.
Национальный состав
Согласно результатам переписи 2002 года, в национальной структуре населения русские составляли 95 %.